# Xã Dry Fork, Quận Williams, Bắc Dakota
Xã Dry Fork (tiếng Anh: Dry Fork Township) là một xã thuộc quận Williams, tiểu bang Bắc Dakota, Hoa Kỳ. Năm 2010, dân số của xã này là 42 người.